# Primase
Primase er det enzym der sætter en RNA-primer på en DNA streng. Derefter kan DNA-polymerase påbegynde syntesen af DNA. På leading strand sker syntesen uafbrudt fra 5' enden mod 3', hvorimod på lagging strand sættes der flere RNA primere og der dannes Okazaki fragmenter. RNA primerne fjernes herefter af exonuclease enzymet og slutteligt forsegler enzymet ligase sukker-fosfat rygraden.